# Gond
Los gond o gondi son una etnia drávida del centro de la India, cuya población se concentra en los estados de Madhya Pradesh, Maharashtra, Chhattisgarh, Andhra Pradesh y Orissa. Con una población de un millón de personas, son la etnia principal del centro de la
India.
Aproximadamente la mitad de los gond hablan la lengua gondí, que está relacionada con el télugu y otras lenguas drávidas. El resto de los gond hablan lenguas indoiranias, principalmente hindí.
Los gond son tradicionalmente agricultores y su sociedad está fuertemente estratificada.

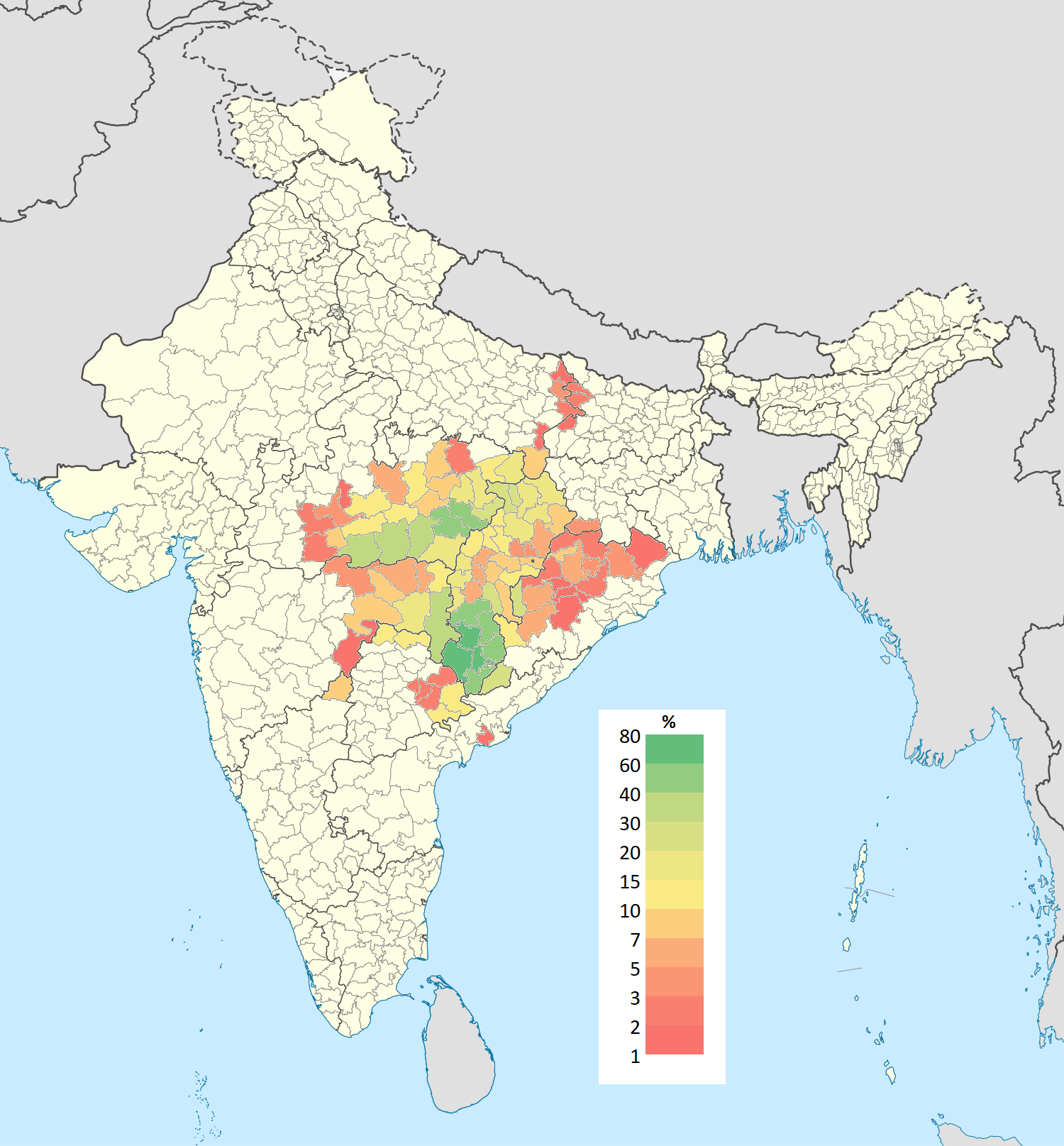
Gondi tribe percent by districts 2011 census

## Etimología
Gond es la palabra que los extranjeros usaron para llamar a este pueblo y su significado es desconocido. Algunos creen que la palabra deriva de konda, que significa colina, de manera similar a los Khonds de Odisha. Los Gond se llaman a sí mismos Koitur, lo que los eruditos coloniales pensaron que estaba relacionado con la autodenominación Kui de Khond de la misma manera.